# Bartolomé Calvo
Bartolomé Calvo Díaz de Lamadrid (Cartagena de Indias, 24 de agosto de 1815-San Francisco de Quito, 2 de enero de 1889) fue un político, tipógrafo, abogado y periodista colombiano.
Fue presidente de la Confederación Granadina (Colombia) del 1 de abril de 1861 al 18 de junio del mismo año, como procurador general de la Nación y ante la ausencia de Tomás Cipriano de Mosquera, quien era el titular del cargo. Su mandato se caracterizó por estar en medio de una guerra civil y por no haber sido elegido democráticamente.

## Biografía
Bartolomé nació en Cartagena, el 24 de agosto de 1815, durante la dominación española de su país y en medio del ambiente independista.

### Carrera
Como periodista colaboró en numerosos diarios y espacios periodísticos, como "La Civilización", y "La República". Fue director del "Diario del Istmo" en Panamá. Allí ocupó sus primeros cargos públicos como diputado, gobernador y secretario del estado de Panamá. 
Más tarde, candidato a la gobernación de la Provincia de Cartagena (Nueva Granada). Finalmente es electo procurador general de la Nación, desde donde puede ingresar a la presidencia de la República.

## Presidencia (1861)
Asumió su cargo como procurador en 1859, durante el gobierno de su copartidario Mariano Ospina Rodríguez. Al no poderse verificar las elecciones del año 1861, el 31 de marzo la presidencia queda vacante, ya que los dos designados presidenciales estaban ausentes. Así pues, Calvo se posesionó como presidente el día 1 de abril de 1861.
Su mandato de tres meses y medio se caracterizó por una guerra civil, en la cual las tropas liberales vencen a la Confederación Granadina. El gran general Tomás Cipriano de Mosquera ocupó la ciudad y lo depuso del cargo, enviandolo a prisión.

## Postpresidencia

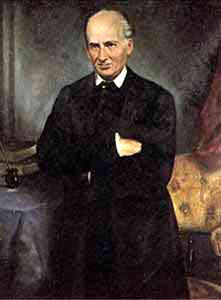
Pintura de Mariano Ospina Rodríguez, Presidente de la Granadine Confederation, actual Colombia.

Tras ocupar la primera magistratura del Estado, su intento de permanecer en el ejecutivo fracasa, y es apresado junto a los hermanos de Ospina Rodríguez.
Escapa de la prisión en Bocachica y llega hasta las Antillas, donde trabajó como tipógrafo y abogado.
En la década de 1870, regresa al país y es candidato a la presidencia a las  Elecciones presidenciales de 1876, en las cuales obtiene sólo dos votos de los estados conservadores de Tolima y Antioquia. Los comicios son ganados por Aquileo Parra
Después llega a Guayaquil, donde maneja una empresa de periodismo. Posteriormente Rafael Núñez lo nombra como enviado extraordinario y ministro plenipotenciario ante el Ecuador, cargo que ocupó hasta su muerte, el 2 de enero de 1889.

## Legado
En su ciudad natal, Cartagena, existe la Biblioteca Bartolomé Calvo Díaz.